# اولی مک‌برنی

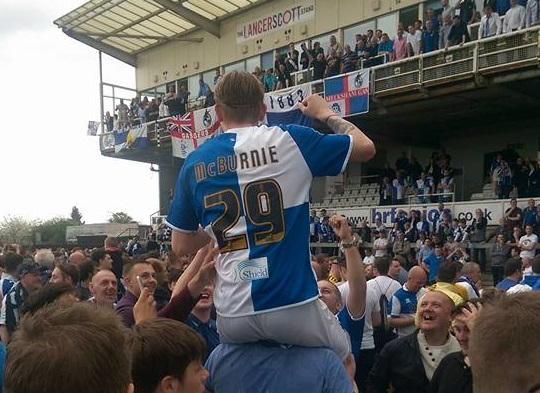
اولی مک‌برنی بر دوش هواداران

اولی مک‌برنی (انگلیسی: Oli McBurnie؛ زادهٔ ۴ ژوئن ۱۹۹۶) بازیکن فوتبال اهل بریتانیا است.
از باشگاه‌هایی که در آن بازی کرده‌است می‌توان به باشگاه فوتبال بریستول راورز، باشگاه فوتبال نیوپورت کانتی، باشگاه فوتبال چستر، باشگاه فوتبال سوانزی سیتی، باشگاه فوتبال شفیلد یونایتد، و باشگاه فوتبال برادفورد سیتی اشاره کرد.
وی همچنین در تیم‌های ملی فوتبال Scotland national under-19 football team، زیر ۲۱ سال اسکاتلند، و اسکاتلند بازی کرده‌است.